# Jocky Wilson's Darts Challenge
Jocky Wilson's Darts Challenge is een videospel voor diverse platforms. Het spel werd uitgebracht in 1988. De naam verwijst naar de Schotse darter Jocky Wilson.

## Platforms
| Jaar | Platform                                            |
| ---- | --------------------------------------------------- |
| 1988 | Amstrad CPC, Atari 8-bit, Commodore 64, ZX Spectrum |
| 1990 | Amiga, Atari ST                                     |

## Ontvangst
| Beoordeeld door                | Platform | Datum         | Score |
| ------------------------------ | -------- | ------------- | ----- |
| Computer and Video Games (CVG) | Amiga    | februari 1991 | 77%   |
| Amiga Joker                    | Amiga    | oktober 1990  | 72%   |